# Чессальто
Чессальто (італ. Cessalto, вен. Cesalto) — муніципалітет в Італії, у регіоні Венето,  провінція Тревізо.
Чессальто розташоване на відстані близько 430 км на північ від Рима, 38 км на північний схід від Венеції, 29 км на схід від Тревізо.
Населення — 3905 осіб (2014).
Щорічний фестиваль відбувається 3 лютого. Покровитель — святий Власій.

## Демографія
Населення за роками:

Станом на 1 січня 2023 року в муніципалітеті офіційно проживало 555 іноземців з 39 країн, серед них 134 громадяни країн Євросоюзу та 15 громадян України.

## Сусідні муніципалітети
- Чеджа
- К'ярано
- Мотта-ді-Лівенца
- Сальгареда
- Сан-Дона-ді-П'яве
- Сан-Стіно-ді-Лівенца
- Торре-ді-Мосто